# Oude Kwaremont
O Oude Kwaremont —o Velho Kwaremont, em sua tradução ao português— é uma colina pavimentada de 2200 metros conhecida por albergar, no primeiro domingo de abril, a Volta à Flandres, o segundo dos cinco monumentos do ciclismo.
O Velho Kwaremont incluiu-se pela primeira vez na edição de 1974, vencida pelo holandês Cees Bal. Desde então, tem estado presente a todas as edições.
O Oude Kwaremont é mais conhecido por seu passo durante as clássicas de Flandres e especialmente durante o Volta à Flandres. Trata-se de um caminho estreito de 2200 metros de comprimento e com escassa inclinação, com uma média do 4 % e um trecho máximo do 11 %. Os primeiros 600 metros estão asfaltados e os seguintes 1600 estão adoquinados. Também aparece regularmente em outras carreiras como a Omloop Het Nieuwsblad, a E3 Harelbeke, Através de Flandres ou a Kuurne-Bruxelas-Kuurne.